# Cal Sala (Gaià)
Cal Sala és una masia del municipi de Gaià (Bages) inclosa en l'Inventari del Patrimoni Arquitectònic de Catalunya.

## Descripció
És un edifici civil, una masia orientada al sud-oest. Tipus I de la classificació de J. Danés. Edifici de dues plantes en què la teulada sobresurt protegint la façana. La porta principal, d'arc de descàrrega i adovellada hi ha la data de 1850, o sigui, de construcció posterior a la resta de l'edifici. Material de construcció=pedra i fang; cobertes de fusta i teula.
Sobre un finestral hi ha escrit la data de 1760. La casa pertanyia al baró de Vilagaià.